# Reggae en español
El reggae en español es la versión en español del reggae en inglés, originado en Jamaica.[cita requerida] Surge en diferentes países de Hispanoamérica a partir de 1970.
A finales de la década de 1980, cobra auge en Panamá el reggae dancehall como un estilo particular vinculado musicalmente al dancehall jamaiquino, mientras que, a principios de 1990, surge otro movimiento en la ciudad de Nueva York, el cual fue nombrado como Reggaespañol, Reggae en Español, Reggae in Spanish o Spanish Reggae, el cual fue impulsado por productores musicales jamaiquinos radicados en la Gran Manzana. 
Muchas de las canciones y pistas de cantantes del reggae dancehall de Jamaica fueron traducidas al castellano e interpretadas por cantantes panameños, pero al mismo tiempo productores panameños producían sus propias pistas dando identidad a sonidos propios muy bailables. 
A este estilo musical se sumaron intérpretes de: Honduras, Guatemala, República Dominicana, Costa Rica y Puerto Rico. 
El reggae panameño incluye: reggae bultrón,  reggae soca, romantic Style, Regue 110. Incluye, además, dos fusiones: roots reggae y el dancehall en español.
A finales de la década de 1990, cobran auge en Latinoamérica los grupos de roots reggae, con letras más comprometidas e influenciados por el movimiento rastafari.

## Historia

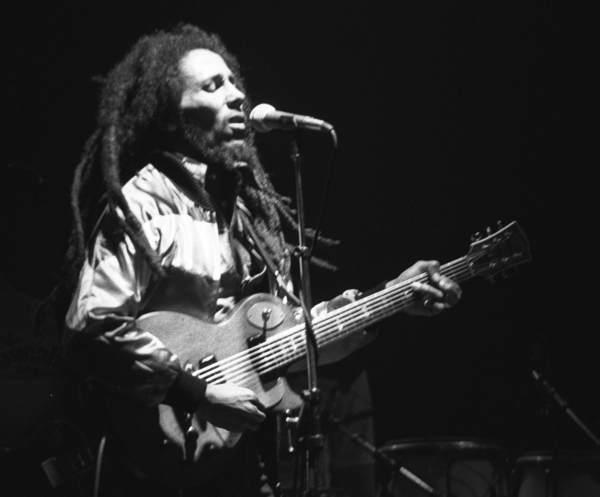
Bob Marley, fue la inspiración para el reggae en español.

El reggae como género musical tiene sus orígenes en Jamaica y el mismo se populariza a lo largo de los años 1970 en el resto de las Antillas y en las comunidades de inmigrantes negros de dichas islas en Estados Unidos, Reino Unido y Centroamérica, lugar hacia donde llegaron grandes movimientos migratorios de trabajadores negros de dichas islas desde el siglo XIX para la construcción de los ferrocarriles de las compañías bananeras, el Ferrocarril de Panamá y para la construcción del canal de Panamá. Es por ello que en Panamá se establece desde el siglo XIX una gran comunidad inmigrante de origen afrocaribeño, muchos de cuyos integrantes procedían principalmente de Jamaica durante la construcción del canal.
Esta comunidad afrocaribeña se establece en su mayoría en las poblaciones periféricas al Ferrocarril y al Canal de Panamá en lo que se conoce como la zona transístmica de las cuales las mayores concentraciones de dichos inmigrantes se establecieron en las ciudades terminales de Panamá y muy especialmente en la Provincia de Colón que goza de condiciones climáticas similares a las de las islas del Caribe en barrios improvisados, barracas o cuartos de inquilinato con condiciones de vida infrahumana. Otros grupos se establecen luego en la Provincia de Bocas del Toro, provenientes en parte de las Islas de San Andrés y Providencia.
Después de la fundación de la República de Panamá en 1903 y con la construcción del Canal de Panamá surge un enclave colonial estadounidense que se conoció como Zona del Canal en el cual trabajaron y se establecieron muchos miembros de dicha comunidad constituyendo su principal y más leal fuente de mano de obra ya que contaban con la ventaja de hablar el mismo idioma que los amos estadounidenses y por ser un elemento con quienes los estadounidenses sostenían relaciones de mayor confianza que con cualquier otro grupo de trabajadores de la Zona del Canal. Muchos de los nacidos en la Zona del Canal obtenían la ciudadanía estadounidense y emigraban a los Estados Unidos especialmente a la Ciudad de Nueva York, constituyendo una pequeña comunidad de afropanameños bilingües que dominan tanto el idioma castellano como el inglés además de conservar muchas costumbres y tradiciones traídas del istmo junto con las costumbres heredadas de sus ancestros afrocaribeños. En Panamá se da el fenómeno de que dicha comunidad preservó por mucho tiempo muchos elementos culturales en especial, el uso de la lengua inglesa en su variante dialectal del Caribe, la gastronomía, sus religiones y muy importante, su música, muy popular por cierto, en especial el calipso que con el tiempo también fue dando espacio para que panameños de origen no antillano se convirtieran en populares intérpretes, esto sería un preludio de lo que sucedería luego con el reggae.
Es menester mencionar que aun cuando dicha comunidad nunca perdió sus nexos con sus países de origen, a la vez con el tiempo ha ido integrándose dentro de los barrios pobres donde se establecieron muchos al conjunto cultural panameño a través del mestizaje cultural y racial, mezclándose con los nativos mestizos típicos de este país de origen hispano-indígena e hispano-africano y sus derivaciones. Consecuentemente han ido poco a poco perdiendo el uso de la lengua inglesa pero aún preserva su original característica de doble identidad: como panameños son hispanoamericanos pero a la vez son afrocaribeños. Todo lo anterior constituirá el caldo de cultivo de donde surgirá y echará raíces el reggae en español o también conocido como «plena» en Panamá.
Inicialmente la plena o reggae en español empezó en los años setenta dentro de la comunidad afrocaribeña como un hobbie de los DJ's que mientras mezclaban canciones en los bailes improvisaban versos, más que nada las de música haitiana ya que los versos en patois se prestaban para improvisaciones de los diyéis las cuales eran jocosas o con doble sentido.
En el año 1977 un inmigrante guyanés al cual se le conocía popularmente como Guyana junto con un DJ local conocido como Wassabanga introduce por primera vez el ritmo reggae en Panamá. Nótese que Guyana es una excolonia británica conocida como la Guayana Británica y el hecho de que existiese una comunidad de descendientes de inmigrantes de las colonias británicas en Panamá facilitó que Guyana se estableciera y fuese acogido en el país.
El reggae llega a Panamá en su versión más tradicional, conocida como roots reggae, de la cual el intérprete más destacado es el legendario Bob Marley. Desde 1977 surgieron bandas de reggae roots en barrios eminentemente afrocaribeños, como La Playita (en la ciudad de Colón) y en Río Abajo (en la Ciudad de Panamá). Es así como surgen intérpretes como Calito Soul, Rastanini y Wassabanga siendo el promotor de dichos eventos Juan Bass.

### Primera generación

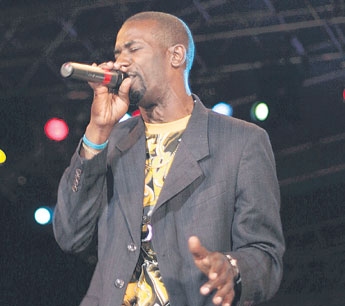
Nando Boom.

Desde la década de 1960, en Latinoamérica  surgieron grupos y cantantes que interpretaron a su manera música jamaiquina como el ska y rocksteady. Durante la transición del rocksteady al reggae, grupos como Las Cuatro Monedas de Venezuela, entre otros, interpretaron canciones de Jimmy Cliff como Lo consigues si lo quieres tú (You can get it if you really want), Gente bella, mundo maravilloso (Wonderful world, beautiful people) así como temas de Desmond Dekker como Buena suerte (007, Shanty Town) y Cómo me gustas (Pickney gal).
No obstante, uno de los primeros antecedentes de la música reggae en español con un sonido auténticamente jamaiquino, ocurre en 1970 cuando el cantante argentino Donald graba el tema titulado Scaba Badi Bidu, utilizando el instrumental del lado B del sencillo Money Day del grupo The Pioneers. Este sencillo había salido de Beverly's Records, en Orange Street, Jamaica y fue llevado a Argentina, junto a otras grabaciones, como una curiosidad. Como los músicos argentinos no podían interpretar el nuevo ritmo caribeño de una manera correcta, decidieron utilizar el instrumental de Money Day producido por Leslie Kong y su grupo Beverly's All Stars. Scaba Badi Bidu fue todo un éxito en Argentina. Para ese entonces el naciente reggae se encontraba evolucionando y era conocido como “regay” o "reggay".
Para el mismo año, 1970, la cantante jamaiquina Millie Small realiza una mezcla en español del tema Poor Little Willie titulado Mi chiquitito, editado en España bajo el sello Fontana, convirtiéndose así en la primera mujer jamaiquina en cantar en este idioma.
Un año después, en 1971, aprovechando la popularidad del tema Double Barrell de Dave & Ansell Collins, el cantante mexicano Rosario graba Doble Barril utilizando la versión instrumental de este exitazo. Es la primera vez que un cantante de habla hispana imita el estilo toasting de Jamaica, con rimas propias improvisadas.
En los años siguientes, conjuntos musicales como Benny y su grupo y Ely Combo, oriundos de Chetumal, en el Caribe mexicano, graban un par de temas en castellano, influenciados por agrupaciones como Byron Lee & the Dragonaires. Destacan A bailar regué (Chi chi bud de Max Romeo) interpretado por Benny y su grupo para el año 1973 y la canción versionada de Come a little closer de Eric Donaldson & The Prunes titulada Acercate un poco más, para el año 1972, interpretado por Ely Combo, en la voz del beliceño Anthony Jones, quien era el cantante principal. Para el año 1977 Benny y su grupo lanzan Te amo necesariamente, canción versionada de I'd Love You to Want Me de Lobo, con una línea de bajo y batería más cercana al roots reggae, sin dejar los elementos característicos del primer reggae de principios de los años 70.  
Corría el año 1981 cuando la vedette y cantante Susana Estrada en España utiliza la melodía de Breakfast in bed de Lorna Bennett para crear un Lovers Rock con una letra sexualmente explícita, siendo esto un elemento muy característico de la música jamaiquina desde los tiempos del calypso. El tema Arena y mar de Susana Estrada podría catalogarse como el primer slackness reggae en castellano.
En 1982 el cantante venezolano Henry Stephen, bajo la dirección del costarricense Johnny Quirós, graban dos temas de Bob Marley en castellano en el legendario Tuff Gong Studio, ubicado en Kingston, Jamaica, donde participaron reconocidos músicos jamaiquinos. Los temas eran Redemption Song y La carta de perder (Bad Card) y fueron mezclados por el ingeniero de sonido de Bob Marley & the Wailers, Errol Brown.
Otros temas venezolanos grabados en 1982 fueron el tema original de Colina, Qué vas a hacer y dos versiones en español de June Lodge por parte de Nancy Ramos al mejor estilo Lovers Rock: Ella no te quiere (versión de Someone loves you honey) y Una noche más (versión de Stay in tonight).
En ese mismo año, 1982, el grupo argentino Los abuelos de la nada graban Tristeza en la ciudad, un reggae con reminiscencias a Master Blaster (Jammimg) de Stevie Wonder y una fusión de reggae con rock llamada Sin gamulán, que años después sería interpretado por el grupo Los Cafres. Nuevamente en 1983, Los abuelos de la nada lanzan un tema de reggae en español: Chalaman, cuya letra parafrasea "Rastafar" e incluye la palabra "Babilonia", emulando el estilo del roots reggae. El grupo argentino contaba con el bajista Cachorro López, quien conocía de primera mano la escena underground del reggae británico, ya que había sido parte del grupo Jah Warriors en Bristol, cuyos integrantes eran de origen jamaiquino. Su experiencia con el reggae quedó plasmada en los temas anteriores.
En 1983 el grupo Jah Macetas, de Valencia, España, edita en casete Dub en Babia y en 1984 Jah veus. Este sería el primer grupo de reggae en español en experimentar con las remezclas del estilo Dub.
También en 1983, el cantante de origen colombiano, radicado en Miami, Carlos Díaz Granados, en colaboración con músicos jamaiquinos, lanza en esa ciudad estadounidense el primer LP de la historia del reggae en español bajo el título Reggae con amor, que incluía 8 canciones de corte romántico en este idioma.
Otro sencillo aparece en el año 1983 dentro de la escena reggae de Nueva York tratándose de un rap en español y en inglés por parte del dúo High Supreme de origen puertorriqueño junto al conjunto jamaicano Roots Radics. Los temas fueron titulados ''Reggae Gone Spanish'' en el lado A y ''Reggae Español'' en el lado B, bajo el sello Serious Gold. Cabe resaltar que el grupo Roots Radics es considerado como uno de los pioneros en crear ''riddims'' para la escena del dancehall jamaiquino.  
Para 1984, el grupo de roots reggae radicado en Venezuela, Jah Jah Children, conformado por músicos de Granada y Trinidad, lanzan el disco Got to get up, del cual se desprende el sencillo promocional Vamos a bailar/ Las aguas tranquilas. Vamos a bailar era la versión reggae de un éxito de María Conchita Alonso y fue censurada debido a que la letra contenía la frase: "...métete otro para que vueles conmigo, no te hace mal".
A finales de 1984, en Panamá, Super Nandi (Hernando Brin), con el grupo Cheb, todos pertenecientes al movimiento rastafari, realizan la primera producción en vinilo de reggae panameño. El disco fue titulado Treatmen, bajo el sello Prodim. El grupo estaba conformado por el cabecilla de la banda, Calvin Caldeira (Omega), quien era originario de Guyana, Hector Watler (Mesías), Erick Green Jr. (Gringo), Edgert Robinson Jr. (Body) y Hernando Brin (bajo el nombre de Pupa Nandi) como artista invitado. De acuerdo con el productor panameño Eduardo Bragin, para entonces Gerente de Ventas y Promoción de Prodim. S.A., la idea era lanzar al mercado un L.P. de reggae con canciones en español, pero el grupo Cheb solamente quería grabar en inglés. Luego de llegar a un acuerdo, se determinó grabar 5 temas en español y 5 en inglés. Los temas promovidos por la disquera fueron Padre por favor educa a tus niños y Tú hablas mucho. El disco fue afectado por la censura debido a que el tema La situación está crítica no fue del agrado del régimen militar de Manuel Noriega.
Tres años después de esta producción por parte del grupo Cheb, uno de los primeros hitos en grabar reggae dancehall en Panamá fue Renato con el tema Lo que el D.E.N.I. puede hacer de 1987, el cual está basado en el éxito jamaiquino Babylon Boops de Lloyd Lovinder. Le sucede semanas después Nando Boom, quien se une al productor Ramón "Pucho" Bustamante para grabar el tema Mi mujer me habla así, utilizando como base el Boops Riddim del cantante jamaiquino Super Cat, mezclando las melodías de un viejo tema de Alton Irie llamado Fast Talking y Puppy Love de Tiger. El lado B contenía el tema El tambor, muy similar al número uno jamaiquino Punanny de Almiral Bailey. La segunda grabación de Nando Boom aparece al año siguiente de la mano de "Pucho" Bustamante con el tema Fresco en el lado A, versión de Fresh de Shabba Ranks, y Ambiente de carnaval en el lado B, otra vez con melodías similares al Punanny de Bailey.
En 1988, Renato alcanza el éxito internacional con La chica de los ojos café, un sencillo que ya había grabado a finales de 1987, el cual estaba inspirado en la melodía de Don't run him down de Peter Metro también del año 1987, cuya letra hacía referencia a las telenovelas más famosas de la época. Debido a su popularidad, esta canción fue versionada por diferentes grupos y cantantes latinoamericanos. Renato edita los álbumes Que locura...Reggae y algo más en 1988 e Internacionalmente en 1989.
A partir de entonces el dancehall en español se convierte en un fenómeno de la industria musical panameña, surgiendo una gran cantidad de intérpretes. Algunos de ellos fueron DJ's y cantantes a la vez, mientras que otros se fueron interesando en los cada vez más comunes concursos de talentos. La primera competencia de reggae dancehall entre grupos de cantantes de Panamá y Colón, se realizó en el Teatro Río, de Río Abajo, Ciudad de Panamá y en el mismo se presentaron los grupos Bachuto de Parque Lefevre, Original C, Renato y las 4 Estrellas, siendo que uno de sus integrantes era Edgardo Franco, que más tarde sería conocido en los años 1990 como El General. Todos tocaban con los instrumentales que cedía el profesor Gerardo Maloney, quien era un prominente jefe comunal y sociólogo de la Universidad de Panamá, conocido por jugar un papel fundamental en promover el reggae y el dancehall en dicha ciudad. De sus viajes frecuentes a Jamaica solía traer consigo las últimas tendencias musicales de la isla.
De estas primeras competencias de reggae se recuerda cuando ganó el grupo Original C, quedando en segundo lugar el grupo de Renato y las 4 Estrellas.
Dentro de esta oleada de intérpretes, en el año 1987, los cantantes Gaby, Nando, Julia y Bey Bey, conforman el grupo Sweet Edition y en 1988 editan el L.P. titulado Bam Bam, La nueva onda del rapeo bajo el sello panameño Tamayo Records. De este disco se desprende el tema El meneíto, interpretado por Gaby, el cual triunfa en países como Colombia y Venezuela. También es la primera vez que oficialmente una mujer rapea en español sobre una pista de dancehall. En 1992, debido al éxito de El meneíto, el productor panameño Gary Mason ―quien promocionó a artistas como: Donna Summer, Ray Conniff, Peter Frampton, José Feliciano, Shirley Bassey, Air Supply, Paul Michael Glaser, David Soul, Roberta Flack, Maurice Jarré y Gloria Gaynor― ficha a Gaby con el sello BMG/RCA y lo lleva a la fama internacional con una nueva versión del tema El meneíto, llamado ahora El meneaíto.
Nando Boom, por su parte, después de grabar sus primeros sencillos en 1987 y 1988, recibe para ese mismo año, 1988, su primera oferta internacional con la disquera CBS/Sony Music y graba el álbum El Explosivo, otra producción bajo las manos de "Pucho" Bustamante y el grupo de rock Quarzo como banda de acompañamiento, del cual se desprenden canciones como Creo en el amor, un remake de Mi mujer me habla así, Reggae rock, entre otras.
A finales de los años 1980 surge otro artista panameño conocido como Chichoman, quien impulsó el romanticismo en el reggae panameño, influenciado por cantantes jamaiquinos como Pinchers, Cocoa Tea o Ninja Man. Toma su nombre artístico en homenaje al deejay jamaiquino Yellowman. Al igual que otros artistas de la época, sus primeras canciones fueron grabadas en casete. Un productor panameño conocido como Calito L.P.D. (Latin Power Disco), con un micrófono y pistas de dancehall instrumental, graba la primera canción de Chichoman, Las guiales de Colón, en un depósito de almacenamiento. En 1989 Chichoman edita su primer LP El Lover Boy con temas como La noche que te conocí, Lady in red, Llega Navidad, entre otros, y para el mismo año edita el álbum Reggae entre amigos en colaboración con Ness y los Sensacionales, el cual incluía cuatro temas de su autoría y cuatro temas del grupo citado. En los años siguientes graba sencillos como Muévela, No quiero ir a isla Coiba y Un nuevo estilo, que cantaba a dúo con otro reggaesero panameño Pepito Casanova. Su primera presentación internacional la realiza en 1990 en Brooklyn, Nueva York, junto a Nando Boom. Luego de descontar una pena de prisión por un hecho vinculado a sustancias ilícitas, precisamente en Estados Unidos, Chichoman se convierte al evangelismo y se retira de la música.
Alrededor de 1988 con los inicios de la crisis en Panamá, Nando Boom se radica en Brooklyn, Nueva York. Bajo el sello jamaiquino Shelly's Records, graba en 1990 el gran éxito titulado Ellos benia y Pensión, basándose en el tema Dem Bow de Shabba Ranks. Mientras que Pensión hablaba sobre recibir una ayuda económica, Ellos benia, se trataba de una canción con un virulento mensaje en contra de la comunidad LGBT. El instrumental se dio a conocer como Pounder Riddim debido a que poco tiempo después fue utilizado por los artistas de Shelly's Records, Bobo General & Sleepy Wonder para grabar el tema Pounder, donde se incluía en el lado B del disco dicha versión instrumental. El éxito de Nando Boom fue automático y por la conexión entre Nueva York y Puerto Rico el disco se convierte en un éxito. Al mismo tiempo, El General, igualmente radicado en Nueva York, tuvo auge con el tema Tu pun pun, el cual es una versión de Punanny Tegereg de Little Lenny y Te ves buena, basado en Gal yuh good de Shabba Ranks, ambos producidos por el jamaiquino Karl Miller y distribuidos por VP Records. Estas producciones fueron muy escuchadas en Puerto Rico y es cuando la tendencia de los puertorriqueños por el rap en español, cambia a la afición por el reggae en español. Los primeros productores de Puerto Rico, Dj Negro y DJ Playero hicieron contacto con el productor panameño Ramón "Pucho" Bustamante y este les entregó algunas pistas, entre ellas el llamado Dem Bow que originalmente fue conocido como Pounder Riddim, mismos ritmos que tomaron los puertorriqueños y lo evolucionaron en Puerto Rico y se le nombró a esta transformación por nombre reguetón.
Calito, también conocido como Calito Soul o The Blueman Miller (Carlos Lorenzo Miller) también hizo carrera en Nueva York de la mano de los jamaiquinos radicados en la Gran Manzana. Este artista, que ya había experimentado en los años 80 con el rap y el funk en español, grabó una serie de sencillos en 1991 con el productor jamaiquino Lloydie Slim utilizando instrumentales basados en populares riddims como el Stalag, Mad Mad, entre otros, así como una versión en español del clásico de finales de los años 60, I've got the handle, original del grupo The Heptones y reintepretado por Freddie McGregor (1991), a la cual titularon Yo tengo la cacha, políticamente incorrecto en la época actual por su temática de violencia intrafamiliar. En 1992 edita el LP City Lights, sin dejar de experimentar con el rap, el funk y el soul, junto al instrumentalista Dennis The Menace.
Otros artistas panameños no tuvieron tanta suerte al incursionar en el mercado internacional, como es el caso de Reggae Sam quien fue fichado por el reconocido productor jamaiquino Bobby Digital, grabando temas como Loco in bed, el cual era una versión de Wicked in bed de Shabba Ranks y Mariflores, un tema con un violento contenido homofóbico al igual que su versión original de Capleton Mi Nuh Lotion Man. También graba Vengan a bailar, una versión en español basada en By Law de Johnny P, bajo el sello Top Rank con el productor jamaiquino E.J. Robinson y realizó un trío en castellano e inglés con los cantantes jamaiquinos Stepping King Miguel y Scully Brown con el sencillo Miss Girl Friend / I Am Leaving / Me Voy. Después de tener algunas diferencias con estos productores jamaiquinos, decide romper relaciones y buscar otros mercados.
A la vez hubo el nacimiento de otros cantantes del momento que obtuvieron un relativo éxito como Darío, Eric, Ness, Mr. Rico, El Profeta & Rigoman, entre muchos otros.
En 1992 y 1993 canciones versionadas de jamaiquinos cantadas por panameños en castellano, comienzan a sonar internacionalmente en países de la América Hispana y en EE. UU. El reggae panameño se introdujo en Puerto Rico, con canciones como Dembow de Nando Boom, Pantalón caliente de Pocho Pan, Dulce de La Atrevida y además todos los éxitos internacionales de Gringo Man y de El General con temas como Muévelo y Son bow.

### Segunda generación

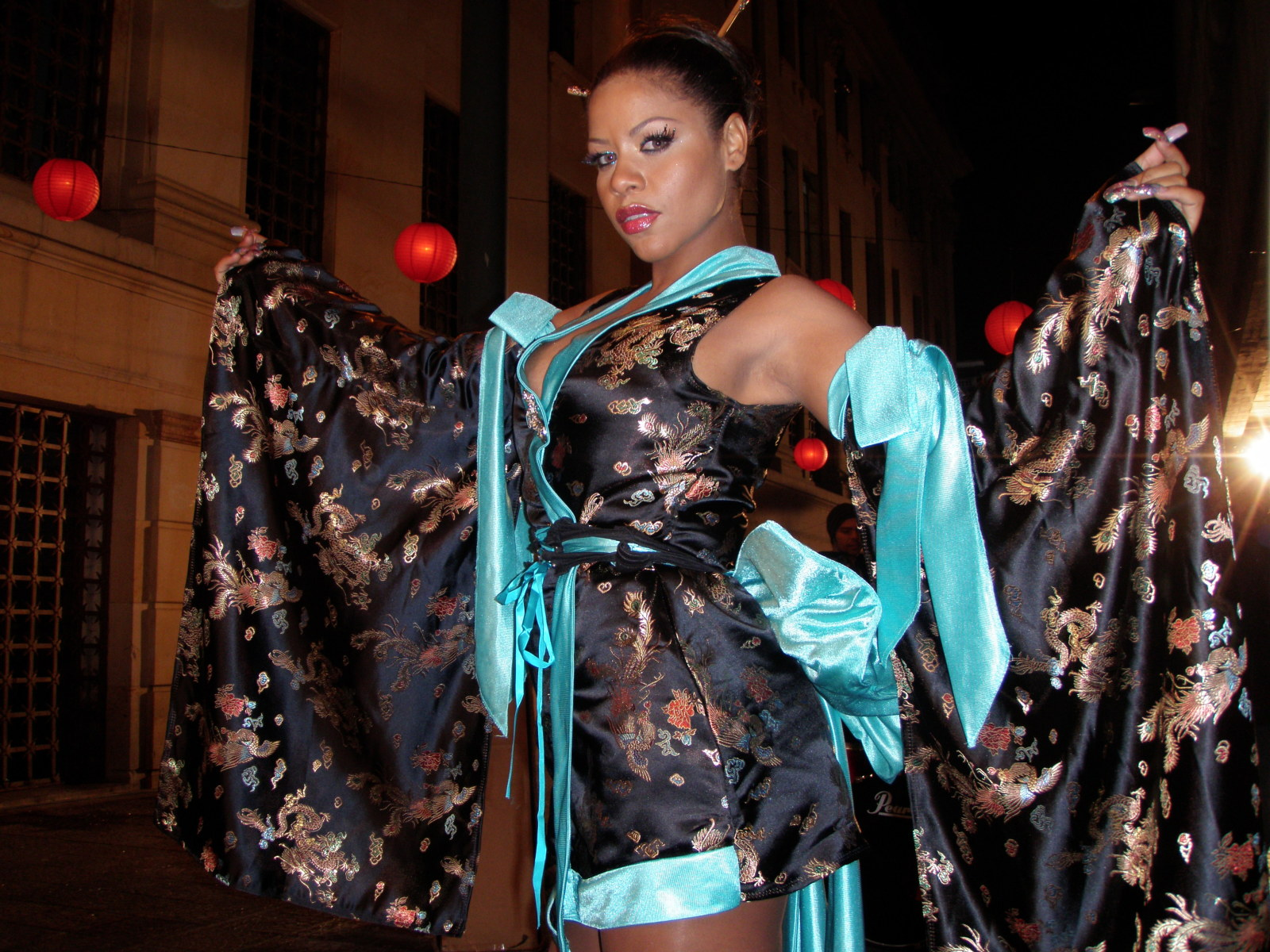
Demphra lideró al colectivo musical La Factoría

En los años noventa, el género había crecido mucho en Panamá. En 1996 se escuchaba un poco menos a Nando Boom, y surgieron artistas como Aldo Ranks, El Renegado, Jam & Suppose quien interpretó la famosa canción Camión lleno de gun,e El barbero Jr. Ranks y Tony Bull, ya tenían una buena trayectoria quienes junto a Danger Man formaron la agrupación Los Killamanjaros, por otro lado en el año 1991 luego de la invasión a Panamá, el Apache Ness junto a Papa Chan, Kafu Banton, Calito Soul, Wassa Banga,Reggae Kid Original Dan y Los Sensacionales; deciden unirse y crear la fundación One Love One Blood, grupo que buscaba contrarrestar la música negativa de los Killa Manjaros, música que durante este tiempo bajó su popularidad internacional debido a líricas con temas sobre violencia, satirizando temas de la comunidad urbana local en Panamá bajo el ritmo o derivante reggae bultron

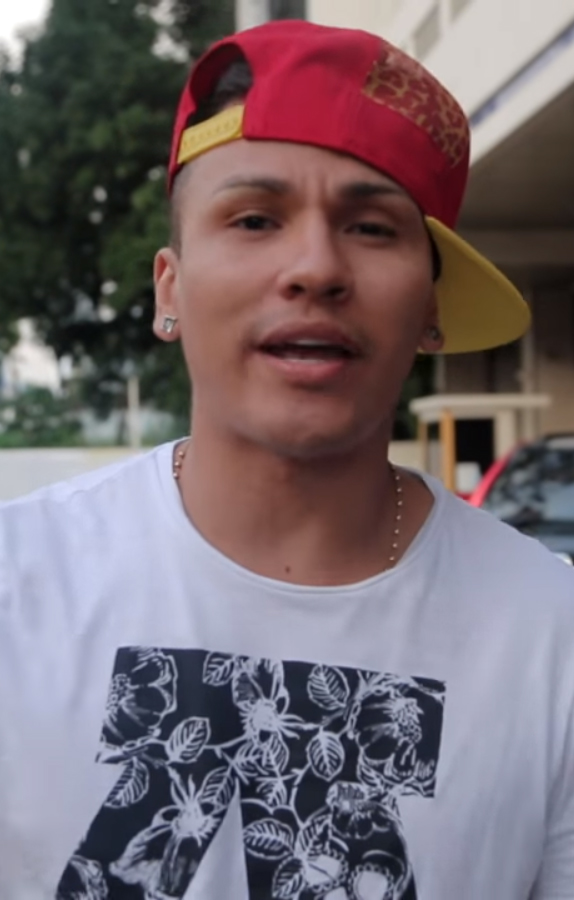
Nigga creador de las producciones de Romantic Style

Más tarde en Panamá, el romanticismo se mezcló con el reggae y nació el reggae romántico, quienes mantuvieron en vida al reggae con letras dedicadas al amor en este movimiento fueron: El Roockie, Flex, Big Darío, El Aspirante, Kathy Phillips, Eddy Lover, Tommy Real, Makano, Catherine, y de conjuntos como Raíces y Cultura y La Factoría quienes fueron famosos gracias al productor panameño Irving DiBlasio.
En 1990 es donde se fue desarrollando y popularizando el ritmo reggae 110, con líricas y temas de doble sentido, donde los productores mezclaban pistas instrumentales movidas de reggae como se hizo en la producción de los discos de The Creation con temas como Pa la cerca del artista Papa Chan. En este año Puerto Rico cantaban lo que ellos llaman underground.

El Chombo creador de los exitazos de Cuentos de la cripta

Durante los años 1990's cantantes y artistas de Las Islas Vírgenes se trasladan a Puerto Rico y comienzan a ejecutar su música por todo Puerto Rico. Jomo Pemberton & The Jah Seed Band de St. Kitts, The Zioniers Band de St.Cruz y St. Lucia fueron algunos de los más notables. Randy Freeman de Nevis- Tortola crea el primer conjunto de reggae gospel en la isla borincana. Fue durante esa época que la escena de reggae local se establece para quedarse. Prácticamente todas las agrupaciones de reggae más importantes de Jamaica, Inglaterra y África logran tocar en conciertos masivos. Algunas bandas locales logran establecerse y gozar de buena fanaticada en Puerto Rico, Islas Vírgenes, Ciudades de Estados Unidos de alta población rastafari e hispana como Orlando, Florida,
Santa Cruz, California, Virginia, Washington D.C, Hispanoamérica, etc., estas fueron Cultura Profética, Millo Torres y El Tercer Planeta, Filosofía y Gomba Jahbari entre otras. Este éxito se debe a que hubo producciones discográficas importantes que se lanzaron tales como Ideas Nuevas de Cultura Profética, Sonando Realidad de Millo Torres, El Ciego de Los Goyos, Naturalistico de Filosofía y Sentemonos de Gomba Jahbari. En el año 2002, La banda Roots Natty, lanza el álbum Rasta Resiste y acompañado por The Zioniers band logra tocar en el Monterey Bay Reggae Fest en California, realiza una gira musical por la costa oeste de EE. UU., siendo la primera banda puertorriqueña en dar ese paso. La influencia del reggae Jamaiquino y de St.Cruz se nota de inmediato en el reggae boricua, pero hay características que los distinguen como arreglos de vientos y progresiones de acordes más complejas. La influencia de la salsa y jazz aunque sublime se nota. Músicos y productores puertorriqueños de reggae han luchado durante mucho tiempo por el respeto que se les debe, lugares para tocar su música y sobre todo espacio radial en la isla, esto debido a la resistencia de las generaciones anteriores que no fueron expuestos al reggae y la asociación con el reguetón. [12] www.rootsnatty.com
En el año de 1996, considerado la época dorada del reggae panameño, apareció la producción de los discos Los cuentos de la cripta en donde participan artistas tanto de Panamá y de Puerto Rico producido por El Chombo con la asesoría del productor de Puerto Rico Dj Negro, y también la producción La Mafia por el productor El Chombo, en donde se popularizó temas como Las chicas quieren chorizo interpretado por Wassabanga, El cubo de leche cantado por Jam&Suppose y Estaban celebrando por Aldo Ranks. También en este mismo año se han destacado artistas con pocas grabaciones como: Burrel (cuyo nombre verdadero es Norbert Burrel), su empleo anterior fue de peluquero y su primer disco fue «Yo nunca he grabado», el cual refleja las dificultades que se vivían para grabar profesionalmente durante este tiempo. Lady Ann (Anina Barreto) empezó en el mundo del reggae desde muy pequeña. Es la primera rapeadora mujer del reggae panameño y sus letras involucran mucho estereotipos de picardia, pero también en defensa de la mujer. También Vulkano (Abraham Binns), se caracteriza por sus diferentes cortes de cabello que han sido motivo de identificación por parte del público. No involucra un solo tema en sus canciones, pero por lo general le canta a las mujeres en discotecas. Uno de sus mejores éxitos en su país natal en el año 2001 fue Dale, mami, no pares, tema incluido en la producción Los Xpedientes Vol 3, todavía ocupa los primeros lugares en las radios panameñas. Otros artistas como DJ Black fue integrante de la gira Los Cuentos de la Cripta dirigido por El Chombo. Es bailarín de Jam & Suppose y del productor musical Andy Van Attes (Andrés Atters), que se caracteriza por escribir en algunos casos letra para su grupo de cantantes su famosa producción Los Xpedientes.
En el año de 1997 sucede la llamada invasión boricua luego de que el reggae panameño tenía la popularidad en dicho país, artistas como: Ivy Queen, Baby Rasta y Gringo fueron los primeros portorriqueños en incursionar en tierras panameñas durante ese año. Discos como Cierra los ojos bien, se dieron esta primera remesa de temas boricuas. Nando Boom es visto en Puerto Rico como el maestro del reguetón con su canción Dembow, ya que este tema musical tuvo tanto auge en ese país que utilizaban la pista llamada originalmente Pounda riddim y grabaron con ese ritmo, que ellos llaman Dembow.
En 1998, surge el auge del roots reggae. En dicho año nace la agrupación Raíces y Cultura, como una iniciativa de sus tres primeros integrantes: el guitarrista Eric Garibaldi "Gary Rebel", el cantante Luis Carlos Ayala "El Púas" (fallecido en 2010), y el baterista Félix Berrocal "Master Flex", quienes siendo estudiantes de música en la Universidad de Panamá empiezan a ensayar y componer sus primeras canciones. Finalmente se suman a la agrupación Lloyd Sutherland "Rasta Lloyd", y Alexander Sáenz "Alex de Ruah", como bajista y tecladista, respectivamente. En el año 2004, Raíces y Cultura lanza su primer CD "Mística Raíz", el cual tuvo gran aceptación, no únicamente a nivel nacional, pero también a nivel latinoamericano. Después de la salida de "El Púas" y de una intensa búsqueda, en el 2008 lanzan su último CD En Victoria con la voz de Jah Kayan (quien ya había colaborado anteriormente con la banda), cambiando totalmente el sonido en relación con el primer CD. "En Victoria" fue una producción con menor aceptación que "Mística Raíz", siendo los temas mejor aceptados "Little Brother" y "Good Body". En 2011 se une a la banda Jermaine Ellis, como cantante. En la actualidad la agrupación se encuentra en una búsqueda sonora y de contenido, de la cual son producto temas como "En Ti Encontré" y "Te Marchas", como parte de la producción en la cual se encuentran trabajando. Por su estilo y excelente ejecución del género han tenido la oportunidad de colaborar con artistas de la altura de Kafu Banton, El Roockie y Cultura Profética, entre otros tanto hispanos, así como jamaicanos. Además, han compartido tarima con artistas como Capleton, Jr. Kelly, Israel Vibration, Kimany Marley, Richie Spice, Flor Agan, Buju Banton, Sizzla, Elephant Man, Lexxus, Los Cafres, Kike Neira, Fidel Nadal, Calle 13, Aterciopelados, entre otros.
La siguiente generación de artistas de reggae panameño fue muy influida por los cambios realizados por los boricuas, luego a finales de 1998, el reguetón desaparece de Panamá. En 1999, el reggae en español se populariza internacionalmente con temas como Papi Chulo por la cantante panameña Lorna, El gato volador interpretado por el dúo panameño de reggae Los Cracker Jack integrados por Carlos Córdoba y Steve Valoy, donde el productor El Chombo lanzó Los cuentos de la cripta 3 e hizo negociaciones con la Sony Music. En este mismo año, el productor Elián Davis produce el disco La Rosca en donde participó El Roockie y también estuvo en discos importantes como el Da'Crew producido por Pucho Bustamante, con el sencillo Sigue bailando. Luego lanzó en ese momento su primera producción Revelation Lyrics (‘letras de revelación’), también están el El Bandido y Tommy Real, que contaban con un repertorio de 1 a 3 canciones cada uno. Después las producciones panameñas se dividieron en sección reggae 110, dancehall y roots reggae con temas de paz y reflexión, siendo el reggae en español un género vinculado musicalmente al estilo reggae jamaicano.

## Características musicales

### Subgéneros
| Ejemplo del:                                   | Ejemplo del:                                                   |
| ---------------------------------------------- | -------------------------------------------------------------- |
|                                                | «Ritmo Bultron» Ritmo con arquetipos de rap y reggae dancehall |
|                                                |                                                                |
| «Ritmo Bultron»                                |                                                                |
|                                                |                                                                |
| Ritmo con arquetipos de rap y reggae dancehall |                                                                |

| «Ritmo Bultron»                                |
|                                                |
| Ritmo con arquetipos de rap y reggae dancehall |

| Ejemplo del:                                                                               | Ejemplo del:                                                                                          |
| ------------------------------------------------------------------------------------------ | --- |
|                                                                                            | «Dembow» Este subgénero usa como base el Dem Bow riddim , conocido en el Caribe como Pounder riddim . |
|                                                                                            | |
| «Dembow»                                                                                   | |
|                                                                                            | |
| Este subgénero usa como base el Dem Bow riddim, conocido en el Caribe como Pounder riddim. | |

| «Dembow»                                                                                   |
|                                                                                            |
| Este subgénero usa como base el Dem Bow riddim, conocido en el Caribe como Pounder riddim. |

### Fusiones
| Fusión       | Característica |
| ------------ | --- |
| Roots reggae | el roots reggae es un subgénero del reggae que se desarrolló en Jamaica a partir del ska y el rocksteady y se hizo famoso fuera del Caribe, en buena medida, gracias al legendario cantante y compositor Bob Marley. El Roots reggae es inherente al movimiento rastafari, creando un tipo de música reggae espiritual, en el que entre las letras predominan las alabanzas a Jah Ras Tafari Makonnen (Haile Selassie, el emperador de Etiopía). Se considera como una especie de "vieja escuela" del reggae ya que enarbola las raíces del reggae. |
| Dancehall    | El dancehall es un género de música popular jamaicana que se originó hacia finales de los años 1970. Inicialmente, el dancehall era una versión del reggae llena de "espacio", a diferencia del estilo roots, dominante en la escena musical de la isla durante buena parte de la década de los setenta. Hacia mediados de los años 1980, la instrumentación digital se hizo dominante, cambiando el sonido considerablemente, caracterizándose el dancehall digital (o "ragga") por ritmos cada vez más rápidos. A mediados de los años 1990, con el ascenso de los artistas de dancehall ligados a BoboShanti como Sizzla y Capleton, se desarrolló una poderosa conexión entre el dancehall y la cultura Rastafari. |